# 蓋斯托·埃利亞斯
蓋斯托·何塞·米尼斯特罗·埃利亞斯（葡萄牙語：Gastão José Ministro Elias，1990年11月24日—），葡萄牙男子職業網球運動員。

## 外部連結
- 蓋斯托·埃利亞斯（英文/西班牙文）的官方資料
- 蓋斯托·埃利亞斯的國際網球總會 職業／青少年 官方資料（英文）
- 蓋斯托·埃利亞斯的官方資料（英文）